# (5613) Donskoj
(5613) Donskoj (1976 YP1) – planetoida z grupy pasa głównego asteroid okrążająca Słońce w ciągu 5,52 lat w średniej odległości 3,12 j.a. Odkryta 16 grudnia 1976 roku.